# Polystachya peruviana
Polystachya peruviana là một loài thực vật có hoa trong họ Lan. Loài này được C.Nelson, J.Sutherl. & FernaldCasas miêu tả khoa học đầu tiên năm 1998.